# 下奥地利宫

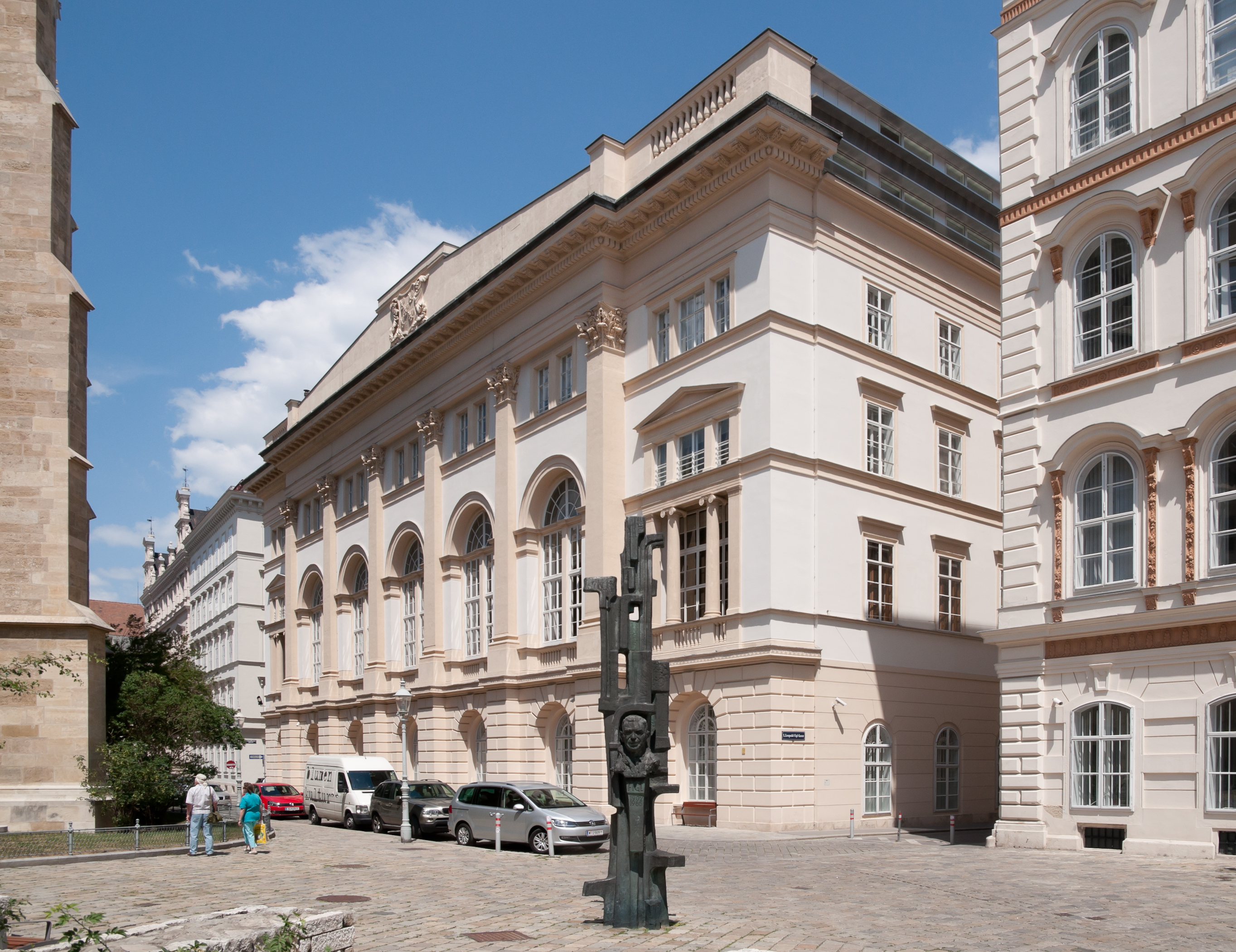
下奥地利宫

下奥地利宫（Palais Niederösterreich），原名Niederösterreichisches Landeshaus，是维也纳的一座历史建筑，建于1839-1848年，位于方济住院会广场7号、绅士街13号。
1848年之前下奥地利州议会设此。1861年以后，为州议会和一些州政府部门占用，直到1997年时，圣珀尔滕充分履行下奥地利的新首府的职能。
在1848年3月革命中，此处起到重要作用，为革命力量的焦点。起义随后被军方镇压。
1918年，这里是新成立的德意志-奥地利共和国议会所在地。1997年，立法机关和政府部门搬出后，该建筑经过大幅整修和修复，现在用于展览等活动。2004年它更名为下奥地利宫。